# Мулфорд, Кларенс Е.
Кларенс Эдвард Мулфорд (1883-10 мая 1956) — американский писатель. Наиболее известен тем, что им был придуман персонаж-ковбой Хопалонг Кэссиди, о котором было снято множество фильмов и который вошел в американский фольклор.
Родился в Иллинойсе. Кэссиди придумал в 1904 году. Для создания своего мира активно пользовался библиотеками. Отмечается, что его персонажи старели, что не было характерно для жанра в то время.
Скончался после операции. Завещал свои деньги от книг и использования персонажа в фильмах на благотворительность.